# 拉布罗
拉布罗（義大利語：Labro），是意大利列蒂省的一个市镇。总面积11.42平方公里，人口381人，人口密度33.4人/平方公里（2009年）。ISTAT代码为057032。